# БМП-У
БМП-У — проєкт перспективної бойової машини піхоти розробки Харківського конструкторського бюро з машинобудування (ХКБМ, Україна).
Ця машина призначена для заміни парку БМП-1, БМП-2 та планується як базова платформа для створення сімейства гусеничних машин середньої вагової категорії (командирська, командно-штабна, розвідувальна, медична, ремонтно-евакуаційна тощо).
БМП-У забезпечує захист екіпажу у складі 3 членів та 7 десантників вищий на 10-12 %, ніж у бронетранспортера БТР-4Е, має переднє розташування МТВ, дизельний двигун потужністю 735 к.с. та автоматичну трансмісію.
На машині встановлено новий бойовий модуль БМ-8 з поліпшеними характеристиками. При загальній масі БМП-У на рівні 25-27 тонн конструктивно забезпечується подолання водних перешкод вплав.
Виготовлення дослідного зразка та проведення комплексу випробувань БМП-У очікується наприкінці 2018 — початку 2019 років.